# Balatonudvari temetője

Balatonudvari műemlék temetője a község egyik látványossága. A temetőt az 1770-80-as években nyitották meg a református és római katolikus hívek számára. A legtöbb sír az 1800-1850 közötti évekből származik. Az 1840-es évektől a temető külön részeibe temetkeztek a reformátusok, izraeliták és a katolikusok. A leggyakoribb családnevek a Kozma és a Kerkápoly. Egyébként az országban még Balatonfüreden akadnak egy ilyen sírok, de elenyésző számban a balatonudvari mellett.
A műemlék temető sírköveit az 1980-as években restaurálta az Országos Műemléki Felügyelőség, de sajnos nem sikeresen. Időközben a sírkövekből 3-4 darabot ismeretlen tettesek eltulajdonítottak, ami a temető külsejét károsan megváltoztatta.
A temetőről azt híresztelték, hogy nem tudni, felszentelték-e. A kiegyezés után a katolikusok száma évről évre növekedett. Ez késztette a felekezeteket a temetők elkülönítésére, ami 1887-ben meg is történt, kerítés nélkül. A katolikus egyház temetője közepébe vörös kőből keresztet állíttatott, amit a temetőrésszel együtt Fleischmann Jenő aszófői plébános szentelt fel. A szív alakú sírköves védett műemléki temető az ország négy védett temetőinek egyike.

## Ki készíthette a sírokat?

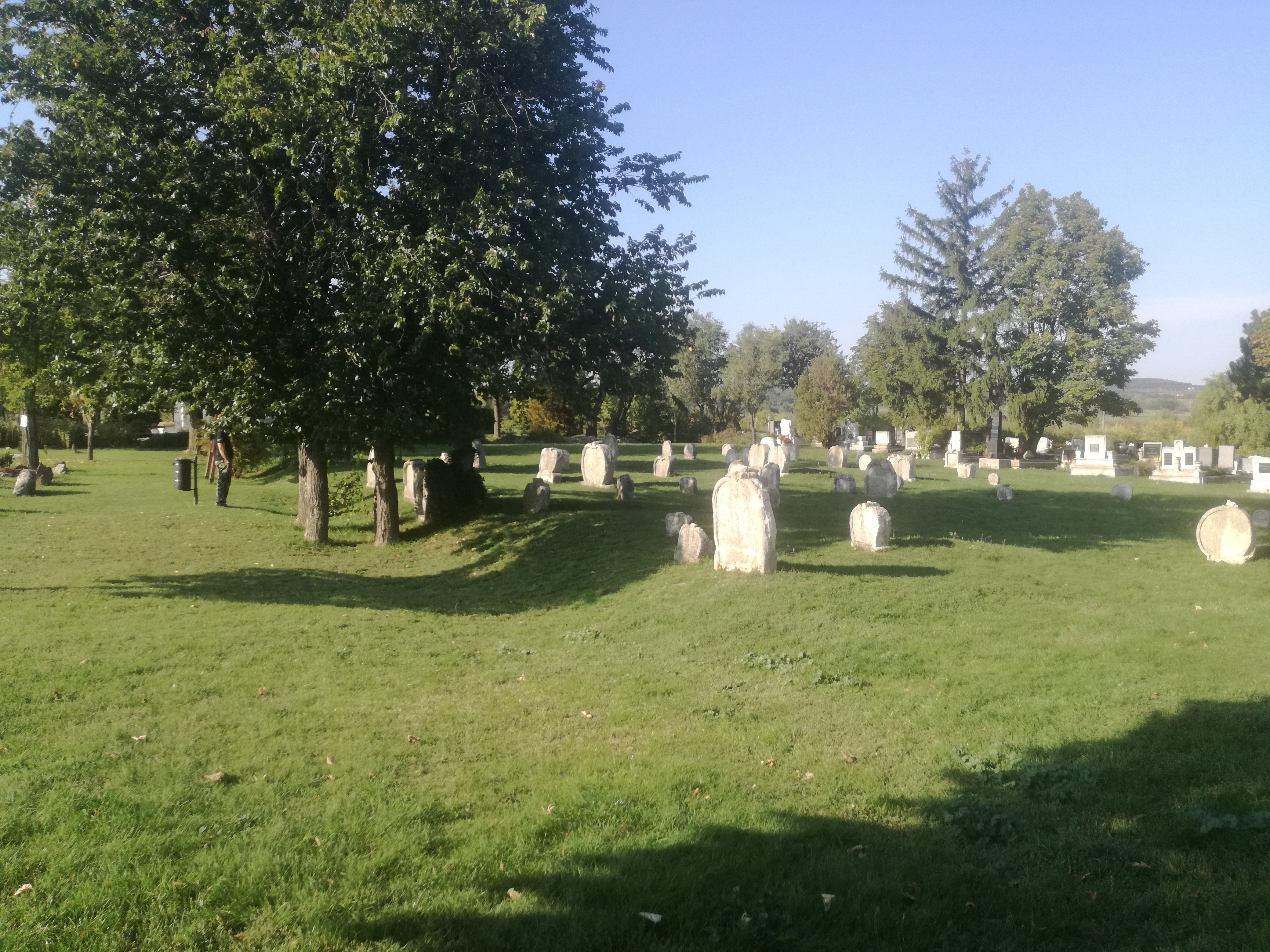
Szív alakú sírkövek a temetőben

Három monda ismeretes: Eötvös Károly így írt erről “Balatoni utazás - A balatoni út vége - A két temető” című írásában:
“Volt Balatonudvariban valaha egy szegény ember, valami furcsa ember, találékony elme, olyan falusi ezermester. Kitalálta, hogy a sírköveket szív alakúra kell faragni. Legyen lába, amelyet elültessenek a sírban nyugvó fejéhez, de ami kimarad a földből, olyan legyen az, mint az ember szíve. Arra jöjjön rá az írás. Ez illik a holtakhoz is, az élőkhöz is.  …Maga faragta a sírköveket. Fölment a hegyek alá, alkalmas kőlapokat keresni. Talált is a dörgicsei határ közelében. Azután kifaragta szív alakúra. Azután rávéste a halott nevét s születésének és halálának évét. Nem is kért érte pénzt. Megelégedett szívből jövő köszönjük szóval s egy-egy csutora borral. De azért munkáját mégis megfizették.”
A másik monda Dúl János 'udvari halászbokor gazdájának szép leányáról, Halász Veronikáról szóló történet. A Dúl családhoz, Veronikához kapcsolódik a kőfaragó legény, aki szerelmes lesz Veronikába. A leány úgy határoz, hogy a legénnyel megy a hegyekbe. Búcsúzik a Balatontól. A tóra törő vihar a bátor leány halálát okozza. Sírja fölé készíti a kőfaragó legény szeretete jeléül a szív alakú sírkövet.
A harmadik szóbeszéd így szól: ” Az udvari halászgazdának volt egy igen szép lánya, aki sokszor elkísérte édesapját a Balatonra halászni. A bátor leány egyszer egyedül is beevezett a vízre. A Bakony felől hirtelen jött meg a vihar és a leány nem tudott kievezni a partra a zivatar elől. A vihar felborította a csónakját és a leány Balatonba fulladt.
A falu népe sajnálta a leányt, de a szeretője, egy kőműves legény különösen. A legény elhatározta, hogy szív alakú sírkövet készít kedvese sírjára.Az udvariaknak nagyon megtetszett a szív alakú sírkő és halottjaik számára ők is készítettek hasonlót. Amíg a kőműves élt, sok ilyen sírkövet faragott, amivel “benépesítette az udvari temetőt.” 
Viszont sokak szerint csak a kőfaragásban és helyesírásban járatlan helyi kőfaragók készíthették őket, mivel néhány síron helyesírási hibák is olvashatók.

## Képgaléria

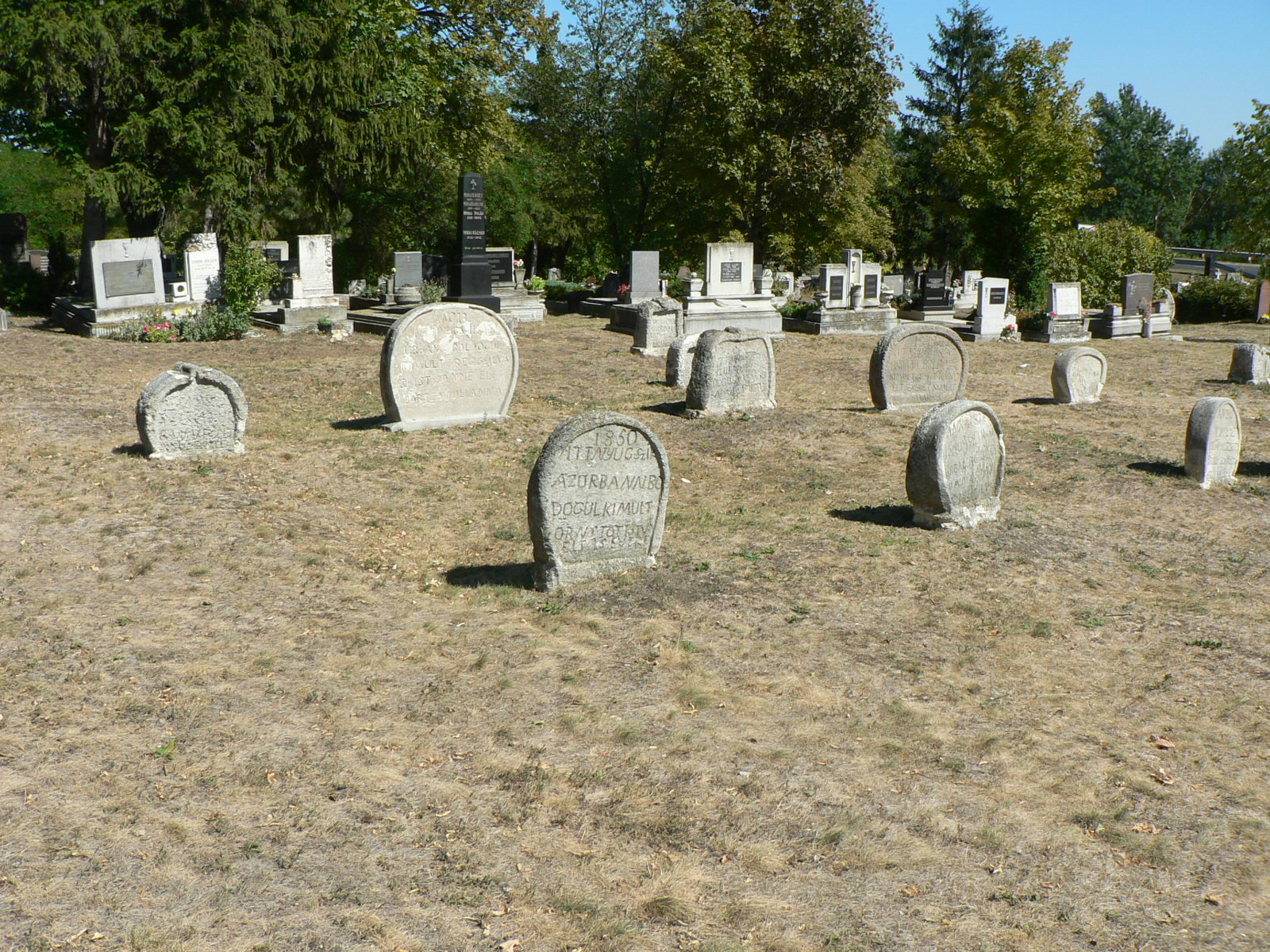
Balatonudvari temetőrészlet
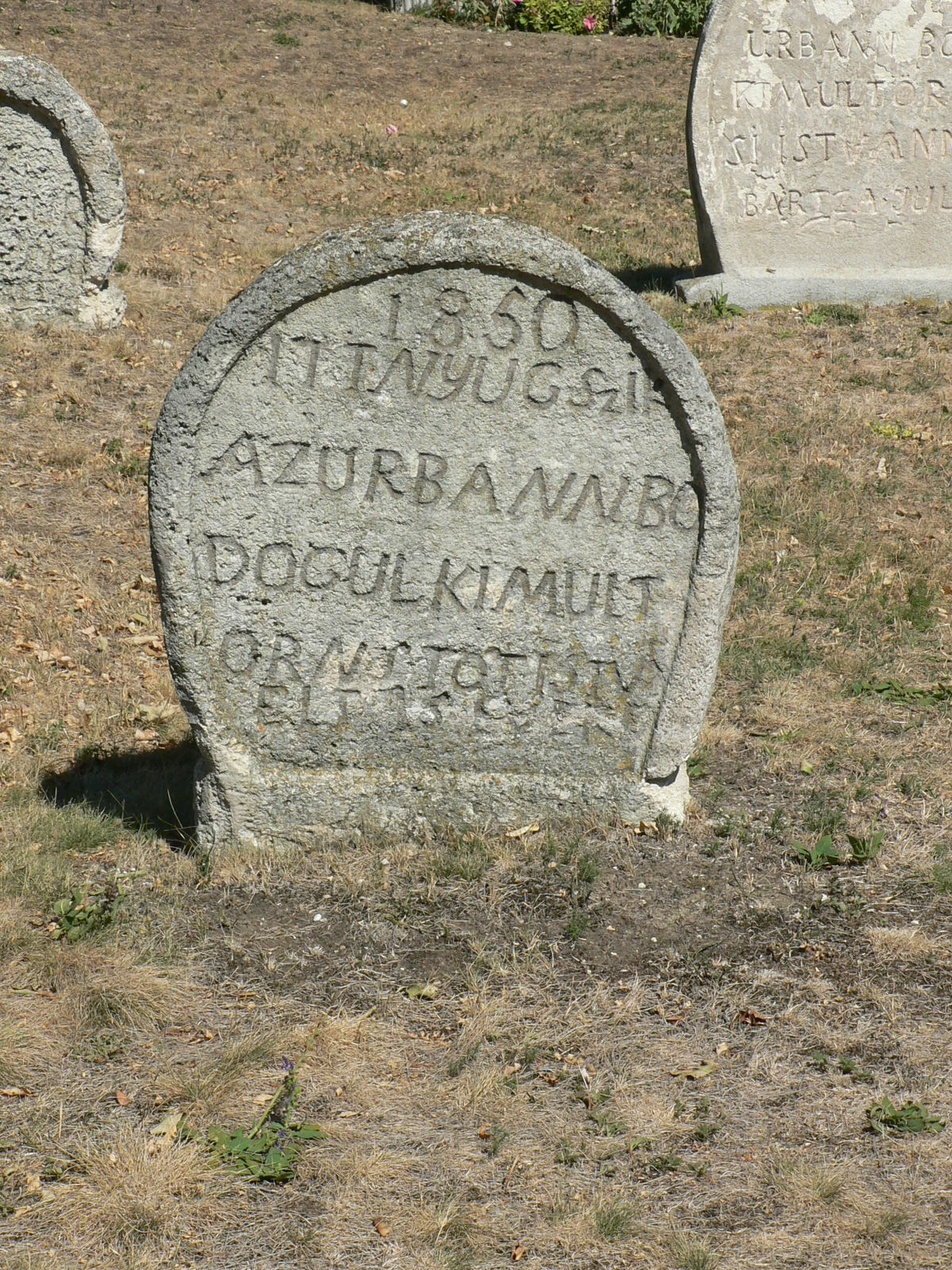
Érdekes sírkő a balatonudvari temetőből
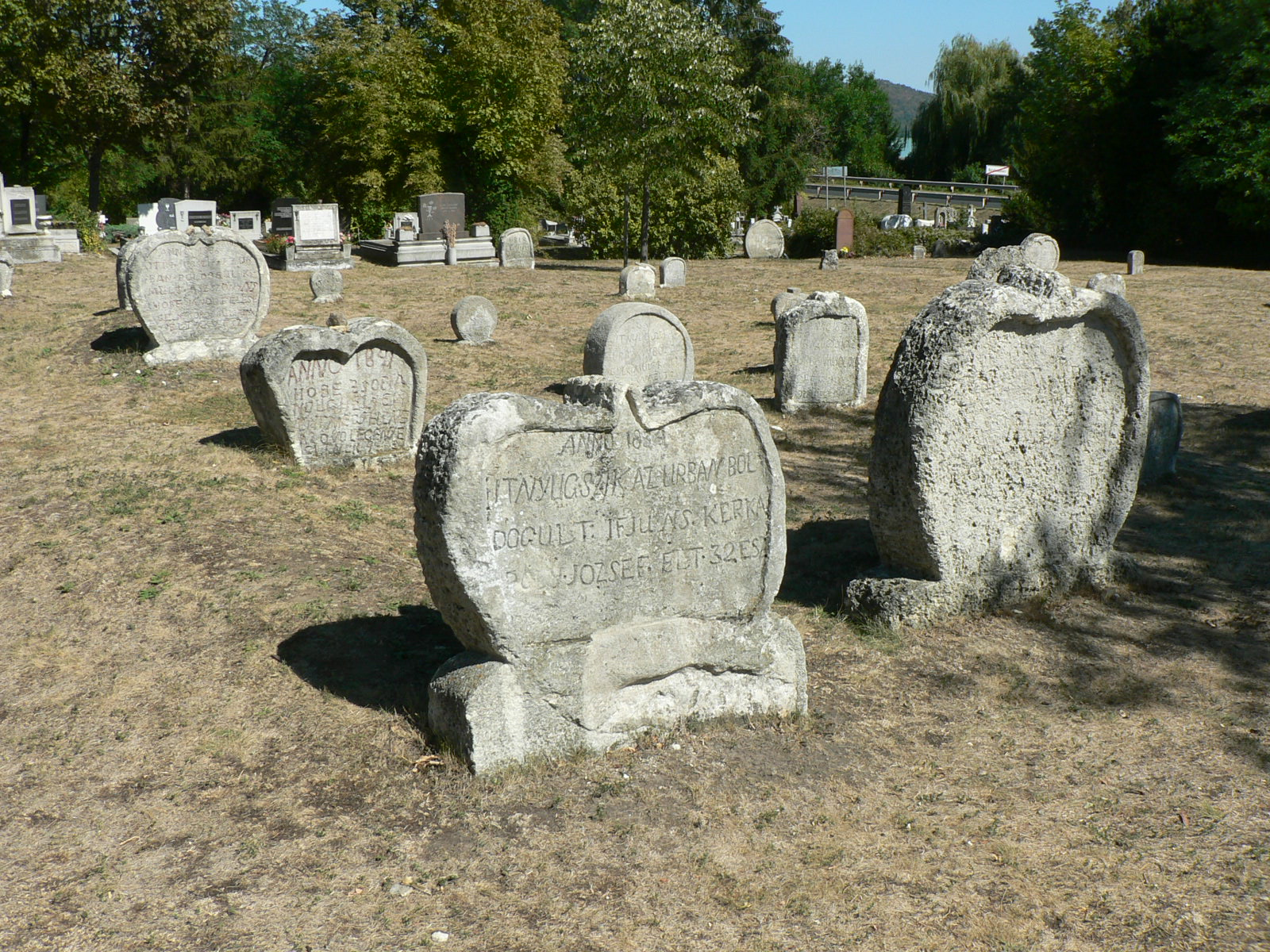
Balatonudvari temetőrészlet

## Híres elhunytak
- Lévai Mária (1969-2018) hárfaművész.